# Jeremy Swayman
Jeremy Ryan Swayman (* 24. listopadu 1998, Anchorage) je americký profesionální hokejový brankář hrající za Boston Bruins v National Hockey League (NHL). Ve vstupním draftu NHL 2017 si jej jako 111. celkově ve 4. kole vybral tým Boston Bruins.

## Hráčská kariéra
Se svým otcem od raného věku navštěvoval hokejové zápasy Alaska Anchorage Seawolves, jako brankář hrál od pěti let. Mezi jeho juniorské kluby patřily Kenai River Brown Bears, Pikes Peak Miners a Sioux Falls Stampede.
Poté, co byl draftován Bruins, hrál Swayman tři sezóny univerzitní hokej v NCAA s Maine Black Bears. Kvůli dopadům pandemie COVID-19 jeho profesionální hokejová kariéra mohla začít až v sezóně 2020/2021.
Swayman strávil první část sezóny v AHL na farmě Providence, v NHL debutoval v dubnu poté, co brankáře Bostonu vyřadilo zranění a nemoc. Swayman svými výkony ve zbytku sezóny přesvědčil hlavního kouče Bruce Cassidyho, aby ho jmenoval záložním brankářem pro Tuukka Raska v play off Stanley Cupu 2021, na ledě se však objevil pouze v jednom zápase. Poté, co Rask a další brankář Jaroslav Halák Boston opustili, vytvořil Swayman brankářský tandem se švédským veteránem Linusem Ullmarkem, s nímž vyhrál William M. Jennings Trophy za nejméně obdržených gólů v rekordní sezóně 2022–23. Do playoff Stanley Cupu 2023 vstupovali Bruins jako vítězové Prezidentské trofeje a jedni z největších favoritů. V 1. kole vedli 3-1 na zápasy nad Floridou Panthers, která však zvládla historický obrat a zvítězila v sedmém zápase po prodloužení.
Po sezóně se Swayman nedohodl s klubem na prodloužení smlouvy, po arbitráži podepsal na 1 rok v hodnotě 3.475 milionů dolarů. V sezóně 2023/2024 svými výkony získal místo jedničky a byl vybrán do své první All-Star Game. V 1. kole playoff Stanley Cupu 2024 významně přispěl k vyřazení Toronta Maple Leafs v sedmi zápasech. V 2. kole Boston opět vypadl s Panthers, tentokrát v šesti zápasech.

Po sezóně musel opět dlouho čekat na novou smlouvu, s klubem se dohodl až pouhé 2 dny před prvním zápasem sezóny 2024/2025. Podepsal kontrakt na 8 let v celkové hodnotě 66 milionů dolarů.

## Reprezentační kariéra
Swayman poprvé reprezentoval USA na Mistrovství světa juniorů v ledním hokeji 2018 v Buffalu. Jakožto třetí brankář odehrál pouze poslední 3 minuty a 19 sekund turnaje v zápase o bronz kde USA porazily Česko 9-3.
Byl přidán na soupisku USA pro MS 2022 ve Finsku po zranění Alexe Nedeljkovice. V prvním zápase vychytal čisté konto při výhře 3-0 proti Velké Británii. Reprezentace USA skončila na 4. místě po prohře 8-4 s Českou hokejovou reprezentací.

## Osobní život
Swayman se narodil a vyrostl v Anchorage na Aljašce. Pochází ze židovské rodiny.
Po výhře v prvním zápase sezóny 2021/2022 Swayman s Ullmarkem začali tradici brankářského objetí po každém vítězství. Tento rituál se stal velmi populárním prvkem zápasů Bruins a vydržel 3 sezóny, než byl Ullmark vyměněn do Ottawy Senators v létě 2024.

## Statistiky

### Prvenství
- Debut v NHL - 6. dubna 2021 (Philadelphia Flyers proti Boston Bruins)
- První inkasovaný gól v NHL - 6. dubna 2021 (Philadelphia Flyers proti Boston Bruins, český útočník Jakub Voráček)[13]
- První vychytaná nula v NHL - 16. dubna 2021 (Boston Bruins proti New York Islanders)[14]

### Klubové statistiky
| 2016-17     | Sioux Falls Stampede | USHL        | 32  | 7  | 21 | 1,883 | 91  | 0  | 2.90 | .914 | —  | — | —  | —     | —  | — | —    | —    |
| 2017–18     | University of Maine  | HE          | 31  | 15 | 15 | 1,812 | 82  | 1  | 2.72 | .921 | —  | — | —  | —     | —  | — | —    | —    |
| 2018–19     | University of Maine  | HE          | 35  | 14 | 21 | 2,035 | 94  | 0  | 2.77 | .919 | —  | — | —  | —     | —  | — | —    | —    |
| 2019–20     | University of Maine  | HE          | 34  | 18 | 16 | 2,060 | 71  | 3  | 2.07 | .939 | —  | — | —  | —     | —  | — | —    | —    |
| 2020–21     | Providence Bruins    | AHL         | 9   | 8  | 1  | 540   | 17  | 1  | 1.89 | .933 | —  | — | —  | —     | —  | — | —    | —    |
| 2020–21     | Boston Bruins        | NHL         | 10  | 7  | 3  | 601   | 15  | 2  | 1.50 | .945 | 1  | 0 | 1  | 19    | 1  | 0 | 3.23 | .667 |
| 2021–22     | Boston Bruins        | NHL         | 41  | 23 | 17 | 2,390 | 96  | 3  | 2.41 | .914 | 5  | 3 | 2  | 296   | 13 | 0 | 2.63 | .911 |
| 2021–22     | Providence Bruins    | AHL         | 5   | 3  | 2  | 303   | 11  | 0  | 2.18 | .911 | —  | — | —  | —     | —  | — | —    | —    |
| 2022–23     | Boston Bruins        | NHL         | 37  | 24 | 10 | 2,013 | 76  | 4  | 2.27 | .920 | 2  | 0 | 1  | 72    | 4  | 0 | 3.34 | .875 |
| 2023–24     | Boston Bruins        | NHL         | 44  | 25 | 18 | 2,566 | 108 | 3  | 2.53 | .916 | 12 | 6 | 6  | 698   | 25 | 0 | 2.15 | .933 |
| NHL celkově | NHL celkově          | NHL celkově | 132 | 79 | 48 | 7,571 | 295 | 12 | 2.34 | .919 | 20 | 9 | 10 | 1,085 | 43 | 0 | 2.38 | .922 |

### Reprezentace
| Rok                       | Tým                       | Soutěž                    |                           | Z | V | P   | Čas | OG | ČK   | POG   | Úsp%  |
| ------------------------- | ------------------------- | ------------------------- | ------------------------- | - | - | --- | --- | -- | ---- | ----- | ----- |
| 2018                      | USA                       | MSJ                       | 1                         | 0 | 0 | 3   | 0   | 0  | 0.00 | 1.000 |       |
| 2022                      | USA                       | MS                        | 7                         | 4 | 3 | 376 | 14  | 2  | 2.23 | .910  |       |
| Juniorská kariéra celkově | Juniorská kariéra celkově | Juniorská kariéra celkově | Juniorská kariéra celkově | 1 | 0 | 0   | 3   | 0  | 0    | 0.00  | 1.000 |
| Seniorská kariéra celkově | Seniorská kariéra celkově | Seniorská kariéra celkově | Seniorská kariéra celkově | 7 | 4 | 3   | 376 | 14 | 2    | 2.23  | .910  |